# Anne Revere
Anne Revere (Nova Iorque, 25 de junho de 1903 – Locust Valley, Nova Iorque, 18 de dezembro de 1990) foi uma atriz estadunidense premiada em teatro e cinema.
Revere era descendente do herói da Revolução Americana de 1776 Paul Revere. Seu pai era um corretor da bolsa, e ela cresceu no Upper West Side e em Westfield, Nova Jérsei.
Morreu de pneumonia em sua casa, em Locust Valley, Nova Iorque aos 87 anos.

## Carreira
Revere graduou-se em 1926 no Wellesley College e, em seguida, ingressou na American Laboratory School para estudar teatro com Maria Ouspenskaya e Richard Boleslavsky. 
Fez sua estreia na Broadway em 1931 em The Great Barrington. Três anos depois foi para Hollywood para reprisar seu papel do teatro na adaptação cinematográfica de Double Door. Retornou à Broadway para criar o papel de Martha Dobie na produção original de 1934 de The Children's Hour, e, anos depois, apresentou, num palco, em Nova Iorque As You Like It, The Three Sisters e Toys in the Attic', para o qual ganhou, em 1960, o Tony Awards para melhor atriz de teatro.
Trabalhou incansavelmente como atriz de cinema, aparecendo em quase três dezenas entre 1934 e 1951. Ela frequentemente estava escalada para viver o papel de matriarca e atuou como a mãe de Elizabeth Taylor, Jennifer Jones, Gregory Peck, John Garfield, e Montgomery Clift, entre outros. Foi indicada para o Óscar de melhor Atriz coadjuvante por três vezes e ganhou por sua performance em National Velvet.
Em 1951, Revere saiu do Screen Actors Guild depois que ela pediu a Quinta Emenda e se recusou a depor no House Un-American Activities Committee. Ele estava na lista negra da indústria cinematográfica pelos próximos 20 anos, finalmente conseguindo voltar para a tela em Tell Me That You Love Me, Junie Moon.
Revere e seu marido, o diretor de teatro Samuel Rosen, mudaram para Nova Iorque e abriram uma escola de qualidade, e ela continuou a trabalhar em Teatro Summer Stock e produções regionais de teatro e na televisão, sendo creditada nas novelas The Edge of Night, Search for Tomorrow e Ryan's Hope.

## Filmografia
| Ano  | Filme                                | Papel                             | Notas                                        |
| ---- | ------------------------------------ | --------------------------------- | -------------------------------------------- |
| 1934 | Double Door                          | Caroline Van Brett                |                                              |
| 1940 | The Howards of Virginia              | Mrs. Betsy Norton                 |                                              |
| 1940 | One Crowded Night                    | Mae Andrews                       |                                              |
| 1941 | Remember the Day                     | Miss Nadine Price                 |                                              |
| 1941 | The Flame of New Orleans             | Giraud's Sister                   |                                              |
| 1941 | Men of Boys Town                     | Mrs. Fenely                       |                                              |
| 1941 | The Devil Commands                   | Mrs. Walters                      |                                              |
| 1942 | The Gay Sisters                      | Miss Ida Orner                    |                                              |
| 1942 | Are Husbands Necessary?              | Anna                              |                                              |
| 1942 | Meet the Stewarts                    | Geraldine Stewart                 |                                              |
| 1943 | The Song of Bernadette               | Louise Soubirous                  | Nominada — Oscar de melhor atriz coadjuvante |
| 1943 | Old Acquaintance                     | Belle Carter                      |                                              |
| 1943 | Shantytown                           | Mrs. Gorty                        |                                              |
| 1943 | The Meanest Man in the World         | Kitty Crockett, Clark's Secretary |                                              |
| 1944 | The Thin Man Goes Home               | Crazy Mary                        |                                              |
| 1944 | The Keys of the Kingdom              | Agnes Fiske                       |                                              |
| 1944 | National Velvet                      | Mrs. Brown                        | Oscar de melhor atriz coadjuvante            |
| 1944 | Sunday Dinner for a Soldier          | Agatha Butterfield                |                                              |
| 1944 | Rainbow Island                       | Queen Okalana                     |                                              |
| 1944 | Standing Room Only                   | Major Harriet Cromwell            |                                              |
| 1945 | Fallen Angel                         | Clara Mills                       |                                              |
| 1945 | Don Juan Quilligan                   | Mrs. Cora Rostigaff               |                                              |
| 1946 | Dragonwyck                           | Abigail Wells                     |                                              |
| 1947 | Gentleman's Agreement                | Mrs. Green                        | Nominada — Oscar de melhor atriz coadjuvante |
| 1947 | Forever Amber                        | Mother Red Cap                    |                                              |
| 1947 | Body and Soul                        | Anna Davis                        |                                              |
| 1947 | Carnival in Costa Rica               | Mama Elsa Molina                  |                                              |
| 1947 | The Shocking Miss Pilgrim            | Alice Pritchard                   |                                              |
| 1948 | Deep Waters                          | Mary McKay                        |                                              |
| 1948 | Scudda Hoo! Scudda Hay!              | Judith Dominy                     |                                              |
| 1948 | Secret Beyond the Door…              | Caroline Lamphere                 |                                              |
| 1949 | You're My Everything                 | Aunt Jane                         |                                              |
| 1951 | A Place in the Sun                   | Hannah Eastman                    |                                              |
| 1951 | The Great Missouri Raid              | Mrs. Samuels                      |                                              |
| 1970 | Macho Callahan                       | Crystal                           |                                              |
| 1970 | Tell Me That You Love Me, Junie Moon | Miss Farber                       |                                              |
| 1976 | Birch Interval                       | Mrs. Tanner                       |                                              |